# 前沢迪雄
前沢 迪雄（まえざわ みちお、1924年1月10日 - 没年不明）は、日本の俳優、声優。東京府出身。

## 概要
日本大学芸術学科卒業
。1950年6月、田中明夫、真木恭介、西乃砂恵、高城淳一、三島雅夫とともに劇団七曜会の創立に参加、1955年、劇団葦の創立に参加、その後、フリーランス期間、風の会を経て 、プロダクション・エムスリーに所属。

## 出演作品

### テレビドラマ
- 変身忍者 嵐 第8話「怪人! 狂い毒蛾!!」（1972年、NET）
- 夜明けの刑事（1974年、TBS）
- 太陽にほえろ!（NTV）
  - 第180話「訣別」（1975年） - おでん屋台の親父
  - 第311話「ある運命」（1978年） - 田所社長
  - 第326話「捜査」（1978年） - 地元の巡査
  - 第359話「ジョギングコース」（1979年） - 藤沢のジョギング仲間
  - 第526話「井川刑事着任!」（1982年） - 巡査
  - 第573話「父と子の写真」（1983年） - 緑ヶ丘小学校教師
  - 第621話「決闘」（1984年） - モグリの医師
- 伝七捕物帳 第112話「執念の投げ十手」（1976年、NTV）- 二八そば屋
- 特別機動捜査隊（1977年、NET） - 石山 役
- 大河ドラマ（NHK）
  - 花の生涯（1963年） - 善六 役
  - 源義経（1966年） -　捕虜の男、捕虜の兵 役
  - 竜馬がゆく（1968年）- 京屋の亭主 役
  - 春の坂道（1971年）
  - 国盗り物語（1973年） - 町人、老博労 役
  - 風と雲と虹と（1976年） - 民人 役
  - 花神（1977年） - 新右衛門 役
  - 草燃える（1979年） - 北条の郎党 役
  - 獅子の時代（1980年） - 高利貸 役
  - 峠の群像（1982年） - 家主 役
  - 山河燃ゆ（1984年） - 橋本欣五郎 役
  - 春の波涛（1985年） - 座元 役
  - 武田信玄（1988年） - 古老 役
  - 翔ぶが如く（1990年） -　八造 役
  - 太平記（1991年） -　従者 役
- ご存知!女ねずみ小僧（1977年、CX） - 作次 役
- 新五捕物帳（1977年、NTV）
- たとえば、愛（1977年、TBS） - 屋台の主人 役
- 連続テレビ小説（NHK）
  - マー姉ちゃん（1979年） ‐ 職人
  - チョッちゃん 第76回（1987年） - 玩具屋
- 特捜最前線 第110話「列車大爆発0秒前!」（1979年、ANB）
- 岸壁の母（1980年、TBS） - 石田の父
- ぼくとマリの時間旅行（1980年、NHK） - 町人
- 右門捕物帖 第11話「女と女の間には」（1983年、NTV）
- 宮本武蔵（1984年、NHK） - 源八
- 時空戦士スピルバン 第40話「少女は見た! 光線剣VS伝説魔剣の決闘」（1986年、ANB） - 神主 役
- 銀河テレビ小説（NHK）
  - 総務部総務課山口六平太（1988年） - 守衛 役

### 吹き替え
- ある愛の詩（フィル）（1977年、日本テレビ）
- サンセット77 「愛と欲」（1964年、TBS）
- マペットの夢みるハリウッド（スタトラー）（1982年、LD）
- 熱い賭け（A・R・ローウェンタール〈モリス・カーノフスキー〉）（1983年、日本テレビ）
- ラスト・カーチェイス（ウィリアムス〈バージェス・メレディス〉）（1983年、日本テレビ）
- 13日の金曜日 PART2（1985年、日本テレビ）
- サンタクロース（1985年、テレビ朝日）
- アメリカン・ヒーロー #14
- 電撃スパイ作戦 #11（委員長〈ジョン・ホースリー〉）

### テレビアニメ
- ルパン三世 (TV第2シリーズ)（1979年、日本テレビ） - ポマード・ジョーズ 役
- ルパン三世 バイバイ・リバティー・危機一発!（1989年、日本テレビ） - シルバーマン 役

### 人形劇
- ひょっこりひょうたん島（1981年、NHK総合） - 国際警察元長官〈初代〉 役
- マペット・ショー（1981年、テレビ朝日） - スタトラー 役

### その他
- 世界まるごとHOWマッチ（TBS）‐　声の出演